# Binder (Unterkleidung)

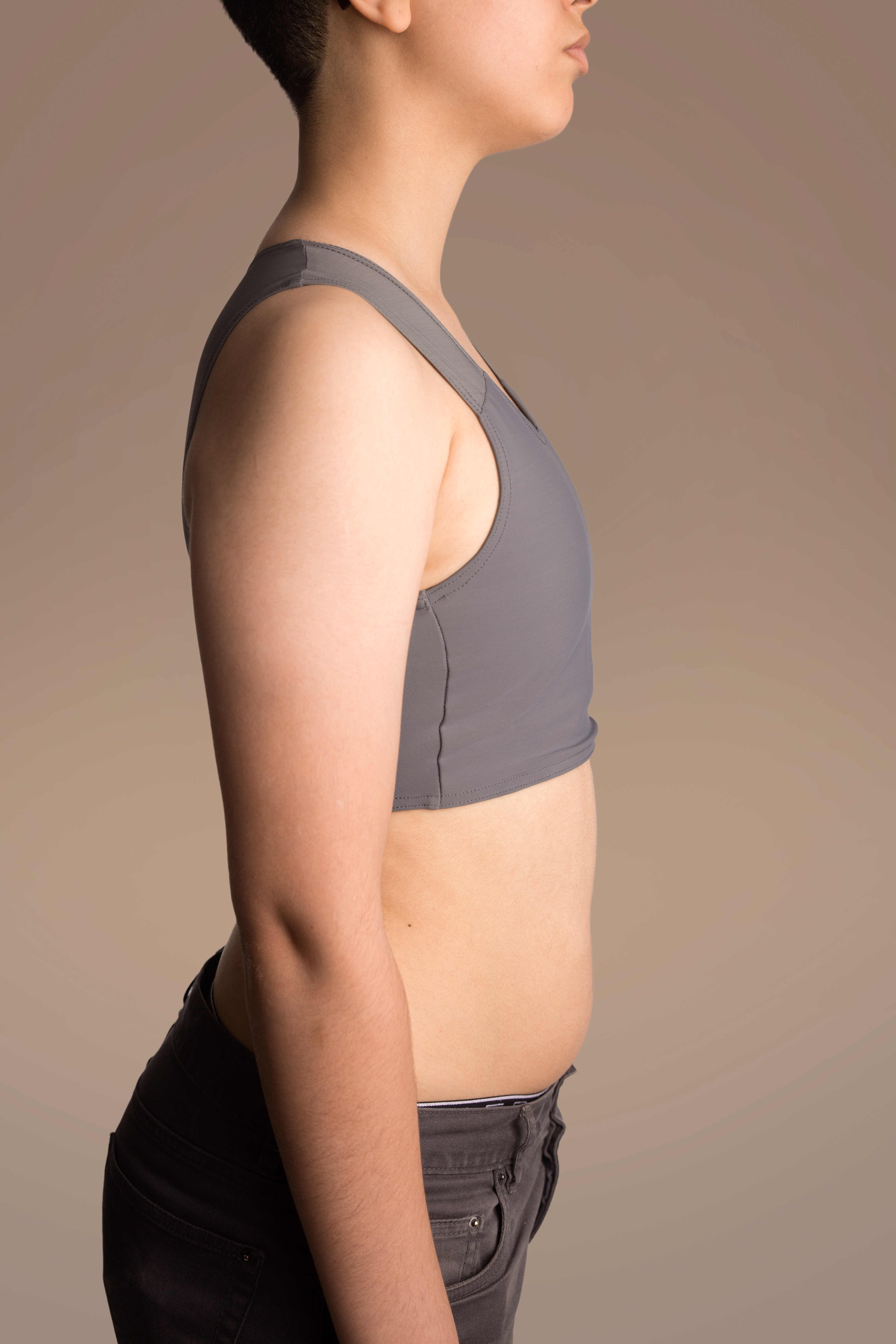
Eine Person, die einen Binder trägt.

Ein Binder [ˈbaɪndə] (von englisch to bind ‚binden‘) ist ein Stück Unterwäsche, das die Brüste der tragenden Person flach drückt. Ein Binder liegt eng am Oberkörper an, spreizt die Masse der Brüste und drückt sie flach an die Brust, wodurch der Oberkörper weniger feminin wirkt. Als Binder können Stoffstreifen, speziell angefertigte Unterwäsche, oft aus Elasthan oder anderen Kunstfasern, sowie Hemden verwendet werden.

## Tragegründe
Zu den Menschen, die ihre Brüste abbinden, gehören trans Männer (um Geschlechtsdysphorie zu vermeiden), androgyne und nicht-binäre Menschen. Diese können ihre Brüste als Alternative zur oder während des Wartens auf eine Mastektomie abbinden, um von anderen Personen als männlich wahrgenommen zu werden. Auch Männer, die unter einer vergrößerten Brust (Gynäkomastie) leiden, können sich die Brüste binden lassen, um ihr Aussehen anzupassen, anstelle einer Operation oder während der Wartezeit vor der Operation.

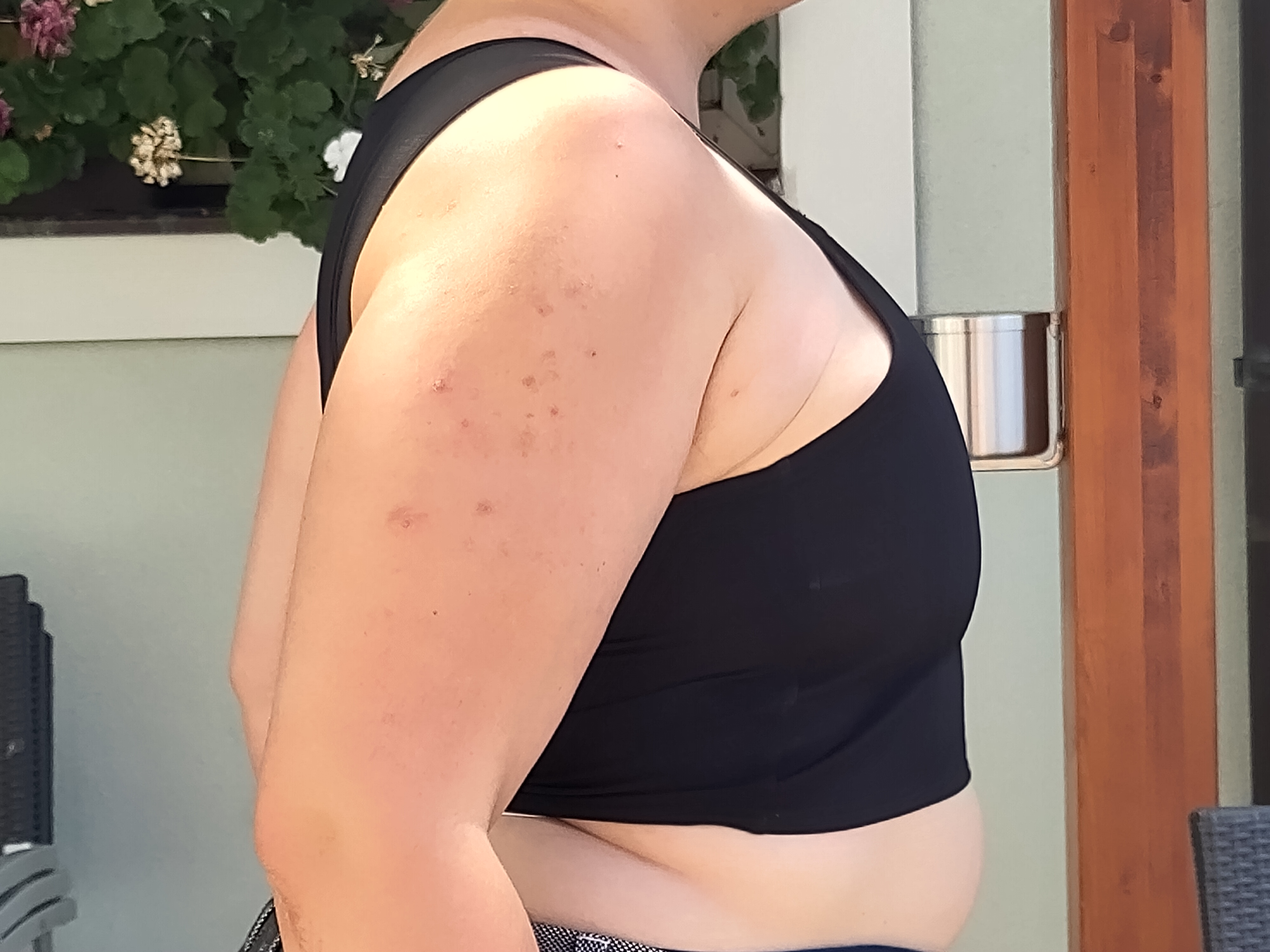
Transmann mit Binder

Einige heranwachsende Mädchen lassen sich zu Beginn der Pubertät die Brüste abbinden. Dies geschieht in der Regel aus Verlegenheit (sie wollen nicht, dass andere wissen, dass sich ihre Brüste bereits entwickeln) oder aus dem Wunsch heraus, so zu sein wie früher (sie wollen noch keine Brüste haben). Dies birgt potenzielle Risiken, da sich das sich entwickelnde Gewebe an die eingeschränkte Form anpassen kann, was zu einer dauerhaften Deformierung führt. Das Binden der Brüste bei heranwachsenden Mädchen kann ein Symptom einer Störung der Wahrnehmung des eigenen Körpers (Dysmorphophobie) sein.
Auch zur Unterdrückung der Laktation wird das Abbinden der Brüste angewandt.

## Risiken

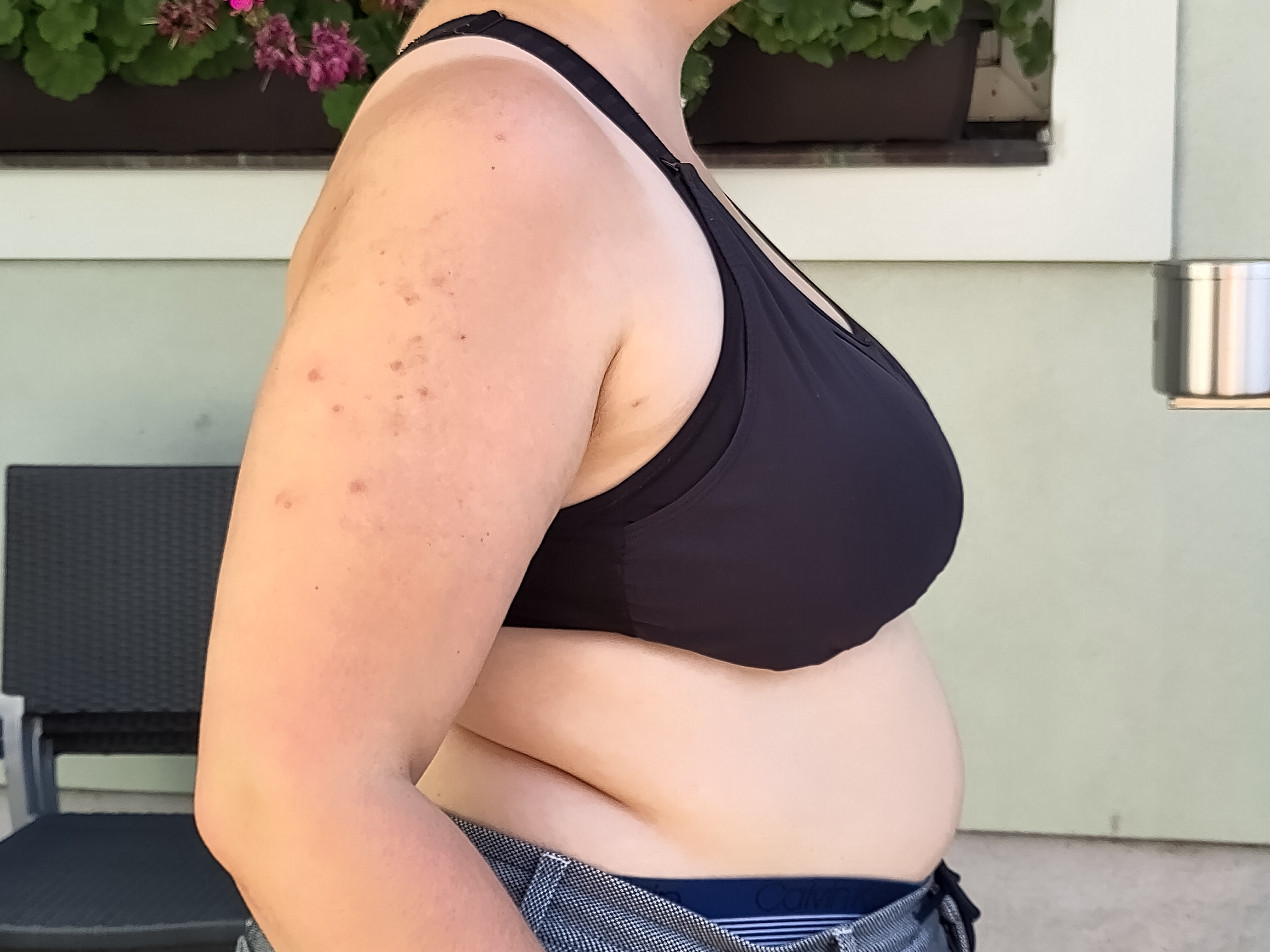
Dieselbe Person wie oben mit Binder, in einem Sport-BH

Um Komplikationen zu minimieren, wird häufig empfohlen, einen Binder immer so locker wie möglich zu halten und nicht länger als 8 Stunden zu tragen. Auch vom Tragen im Schlaf oder beim Sport wird abgeraten.
Längeres Binden kann zu Ausschlägen unter den Brüsten, Rücken- oder Brustschmerzen, Kurzatmigkeit, Überhitzung oder selten zu Rippenbrüchen führen. Darüber hinaus können unkonventionelle Bindematerialien wie Klebeband oder Sportbandagen das Risiko für negative gesundheitliche Folgen wie Kurzatmigkeit, Muskel- und Hautschäden erhöhen und stellen somit keinen adäquaten Ersatz dar.
Falsches Binden kann zu einer dauerhaften Verformung der Brüste, Narbenbildung und Lungenverengung führen und langfristiges Binden kann das Ergebnis einer zukünftigen Mastektomie negativ beeinflussen.

## Geschichtlicher Hintergrund
Auch bevor es Binder gab, wurde die Verkleinerung der Brust durch Hilfsmittel praktiziert. In verschiedenen Zeiten der Geschichte gab es unterschiedliche Ideale für die weibliche Form. So wurden zum Beispiel im 16. Jahrhundert und in der Viktorianischen Ära häufig Korsetts getragen, um die Größe der Brust zu reduzieren. In den 1920er-Jahren banden Flapper ihre Brüste ab, um ein weniger weibliches Aussehen zu erzeugen.
Zudem hatten Frauen in vielen Lebensbereichen schlechtere Möglichkeiten als Männer, so dass sie sich unter anderem als Männer verkleideten, um Universitäten zu besuchen, zu forschen, zu reisen (Isabelle Eberhardt) oder in den Krieg zu ziehen, wie Hua Mulan oder Johanna Sophia Kettner. Zu den prominenteren Beispielen zählt auch die Naturforscherin Jeanne Baret, die sich als Mann ausgab, um 1766 an einer Forschungsreise teilnehmen zu dürfen.

## In Kunst und Literatur
Die Verwendung eines modernen oder improvisierten Binders wird in unterschiedlichen Medien in erster Linie mit Verkleidung assoziiert, wie bei der Literaturverfilmung Sylvia Scarlett von 1935. Zu den filmisch dargestellten Frauen, die sich die Brust banden, um als Mann auftreten zu können, zählt unter anderem die von Barbara Streisand dargestellte Studentin Yentl (1983) sowie Glenn Close als Albert Nobbs (2011).